# Muljica V. more
Muljica V. more este o arie protejată (sit de importanță comunitară — SCI) din Croația întinsă pe o suprafață de 8,25 ha, integral marine.

## Localizare
Centrul sitului Muljica V. more este situat la coordonatele 43°28′26″N 16°00′43″E / 43.474°N 16.012°E.

## Înființare
Situl Muljica V. more a fost declarat sit de importanță comunitară în iulie 2013 pentru a proteja un număr necunoscut de specii din flora spontană și fauna sălbatică aflate în arealul zonei.

## Biodiversitate
Situată în ecoregiunea marină mediteraneană, aria protejată conține 2 habitate naturale: Recifuri, Straturi cu Posidonia (Posidonion oceanicae).
La baza desemnării sitului se află un număr nedeclarat de specii protejate.